# Renzo Colleoni
Renzo Colleoni (Bérgamo, 6 de octubre de 1960) es un expiloto de motociclismo italiano, que compitió en el Campeonato Mundial de Motociclismo desde la temporada 1987 hasta 1993. Es hermano del también piloto Renato Colleoni.

## Resultados de carrera

### Campeonato del Mundo de Motociclismo

#### Carreras por año
Sistema de puntos desde 1969 a 1987:
| Posición | 1.º | 2.º | 3.º | 4.º | 5.º | 6.º | 7.º | 8.º | 9.º | 10.º |
| Puntos   | 15  | 12  | 10  | 8   | 6   | 5   | 4   | 3   | 2   | 1    |

Sistema de puntos desde 1988 a 1992:
| Posición | 1.º | 2.º | 3.º | 4.º | 5.º | 6.º | 7.º | 8.º | 9.º | 10.º | 11.º | 12.º | 13.º | 14.º | 15.º |
| Puntos   | 20  | 17  | 15  | 13  | 11  | 10  | 9   | 8   | 7   | 6    | 5    | 4    | 3    | 2    | 1    |

Sistema de puntos desde 1993:
| Posición | 1.º | 2.º | 3.º | 4.º | 5.º | 6.º | 7.º | 8.º | 9.º | 10.º | 11.º | 12.º | 13.º | 14.º | 15.º |
| Puntos   | 25  | 20  | 16  | 13  | 11  | 10  | 9   | 8   | 7   | 6    | 5    | 4    | 3    | 2    | 1    |

(Carreras en negrita indica pole position, carreras en cursiva indica vuelta rápida)
| Año  | Clase | Moto       | 1      | 2       | 3      | 4       | 5       | 6      | 7       | 8       | 9       | 10      | 11      | 12      | 13      | 14      | 15      | Pts. | Pos. |
| ---- | ----- | ---------- | ------ | ------- | ------ | ------- | ------- | ------ | ------- | ------- | ------- | ------- | ------- | ------- | ------- | ------- | ------- | ---- | ---- |
| 1987 | 250cc | Honda      | JAP -  | ESP -   | ALE -  | NAC DNQ | AUT -   | YUG -  | NED -   | FRA -   | GBR -   | SUE -   | CHE -   | RSM 29  | POR -   |         |         | 0    | -    |
| 1989 | 250cc | Aprilia    | JAP -  | AUS -   | USA -  | ESP Ret | NAC 8   | ALE 16 | AUT 13  | YUG 10  | NED Ret | BEL 12  | FRA 17  | GBR Ret | SUE DNQ | CHE 23  | BRA 18  | 21   | 21.º |
| 1990 | 250cc | Aprilia    | JAP -  | USA 17  | ESP 10 | NAC 15  | ALE Ret | AUT 26 | YUG Ret | NED Ret | BEL 14  | FRA Ret | GBR Ret | SUE 15  | CHE 13  | HUN 12  | AUS Ret | 17   | 21.º |
| 1991 | 250cc | Aprilia    | JAP -  | AUS -   | USA -  | ESP Ret | ITA 13  | ALE -  | AUT 25  | EUR Ret | NED Ret | FRA 27  | GBR 8   | RSM Ret | CHE 13  | LMA Ret | MAL 11  | 19   | 20.º |
| 1992 | 250cc | Yamaha     | JAP 21 | AUS Ret | MAL -  | ESP Ret | ITA Ret | EUR -  | ALE 28  | NED 23  | HUN 17  | FRA 23  | GBR -   | BRA 23  | RSA 21  |         |         | 0    | -    |
| 1993 | 500cc | ROC Yamaha | AUS 17 | MAL 15  | JAP 22 | ESP 13  | AUT 21  | ALE 19 | NED 18  | EUR 10  | RSM 12  | GBR 8   | CZE 17  | ITA 20  | USA Ret | FIM Ret |         | 22   | 17.º |